# Medgyesegyháza
Medgyesegyháza est une ville et une commune du comitat de Békés en Hongrie.